# Vera Viel
Vera Lúcia Viel Faro (Vinhedo, 12 de outubro de 1975) é uma apresentadora e ex-modelo brasileira.

## Carreira
Começou a carreira de modelo em 1993, aos 17 anos, quando se inscreveu no concurso "Garota Verão Vivo", da Rede Bandeirantes. Chegou à final e venceu o concurso. Foi para São Paulo, onde recebeu convite para participar de um teste para a grife 775. Um mês depois fechou contrato, tendo a responsabilidade de substituir Ana Paula Arósio. Foi modelo no Japão, na Suíça, na África do Sul e em países da América Latina. Fez editoriais para várias revistas e fotografou para diversas grifes. Em 2005 encerrou a carreira de modelo e emendou duas gestações seguidas. Em 2010 se tornou repórter do programa Amaury Jr e em 2011 apresentadora do Zapping, na Record News.

## Vida pessoal
Em 1997 começou a namorar Rodrigo Faro. Em 2000 ficaram noivos, e se casaram em 2003. O casal tem três filhas: Clara Viel Faro, nascida em 18 de junho de 2005, Maria Viel Faro, nascida em 18 de junho de 2008, e Helena Viel Faro, nascida em 21 de dezembro de 2012. Suas três filhas nasceram de parto por cesariana, em São Paulo.
No dia 11 de outubro de 2024, Vera passou por uma cirurgia para a remoção de um Tumor raro na perna esquerda. Vera recebeu alta em 16 de outubro. De acordo com o boletim médico divulgado pelo Hospital Albert Einstein, ela seguirá sob orientações médicas para dar continuidade ao tratamento.

## Filmografia
| Ano      | Título              | Personagem    |
| -------- | ------------------- | ------------- |
| 2010–11  | Programa Amaury Jr. | Repórter      |
| 2011– 21 | Zapping             | Apresentadora |